# Josef Feistmantl
Josef Feistmantl (Absam, 1939. február 23. – 2019. március 10.) olimpiai és világbajnok osztrák szánkós.

## Pályafutása
Az 1964-es innsbrucki olimpián Manfred Stengllel aranyérmet nyert férfi páros szánkóban. 1959 és 1971 között egy arany- és két-két ezüst- illetve bronzérmet nyert a világbajnokságokon férfi egyes versenyszámokban. 1962-ben Európa-bajnoki ezüst-, 1967-ben aranyérmet nyert férfi párosban.

## Sikerei, díjai
- Olimpiai játékok – férfi páros
  - aranyérmes: 1964, Innsbruck
- Világbajnokság – férfi egyes
  - aranyérmes: 1969
  - ezüstérmes: 1959, 1970
  - bronzérmes: 1967, 1971
- Európa-bajnokság – férfi páros
  - aranyérmes: 1967
  - ezüstérmes: 1962